# Yasser Seirawan
Yasser Seirawan (ur. 24 marca 1960 w Damaszku) – amerykański szachista i trener (FIDE Senior Trainer od 2004) pochodzenia syryjskiego, arcymistrz od 1980 roku.

## Kariera szachowa

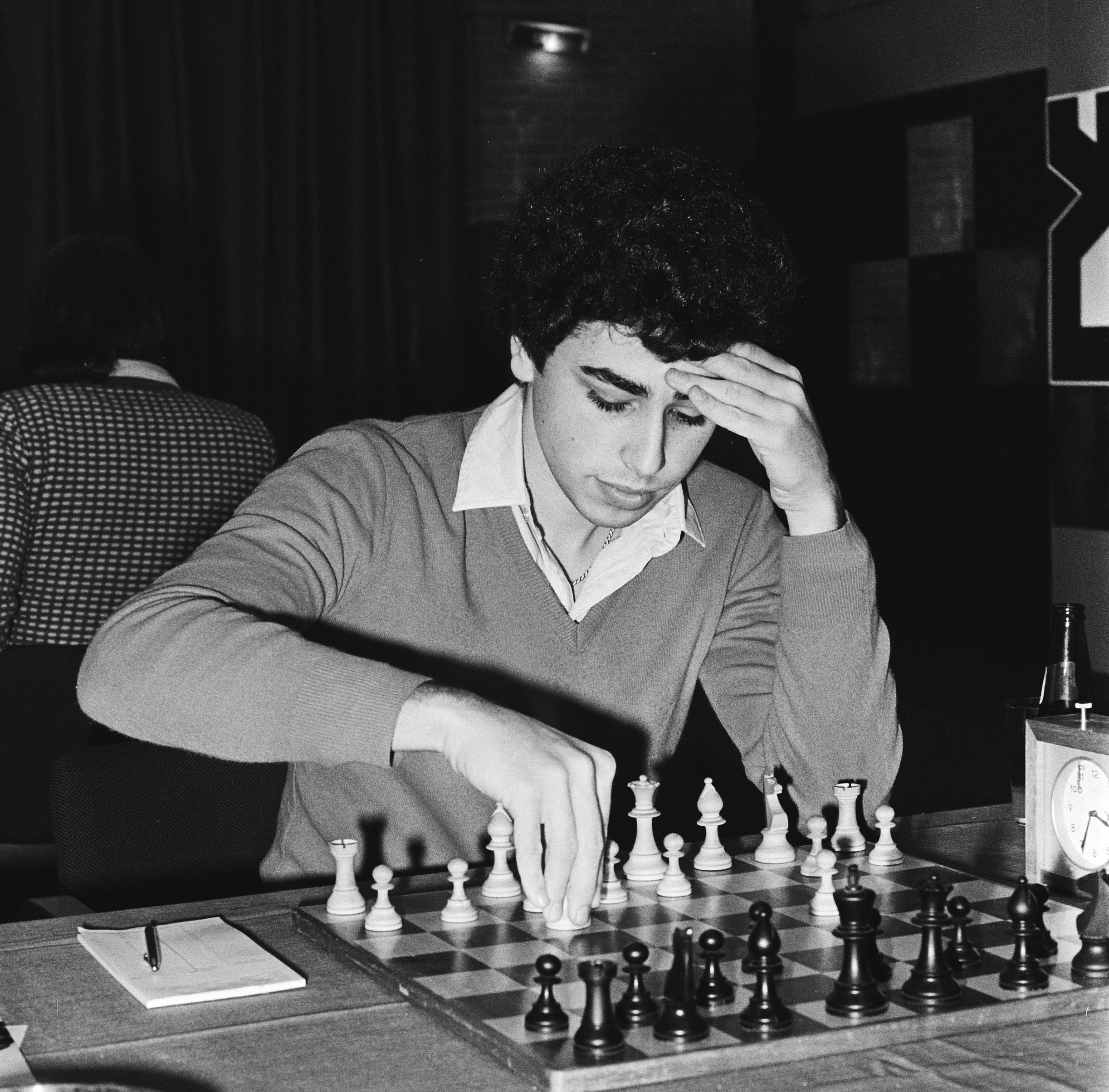
Yasser Seirawan, Wijk aan Zee 1980

Gdy miał siedem lat jego rodzice wyemigrowali z Syrii i zamieszkali w Seattle w USA. W 1979 roku zdobył tytuł mistrza świata juniorów do lat 20 w Skien. W latach 1982–1993 pięciokrotnie awansował do turniejów międzystrefowych (eliminacji mistrzostw świata). W 1985 roku zajął drugie miejsce na turnieju międzystrefowym w Biel, jednak turniej pretendentów w Montpellier zakończył na dziesiątej pozycji, odpadając z dalszych eliminacji. W następnym cyklu mistrzostw świata w 1987 roku ponownie wywalczył awans z turnieju międzystrefowego w Zagrzebiu, dzieląc drugie miejsce za Wiktorem Korcznojem. W pierwszym meczu pretendentów został łatwo pokonany przez Jonathana Speelmana w stosunku 4 - 1. W kolejnych turniejach międzystrefowych rozgrywanych systemem szwajcarskim w 1990 i 1993 roku zajmował odległe miejsca.
W latach 1980–2002 dziesięciokrotnie (w tym 4 razy na I szachownicy) uczestniczył w szachowych olimpiadach, zdobywając 7 medali: 4 drużynowe (srebrne – 1990, 1998, brązowe – 1982, 1986) oraz 3 za wyniki indywidualne (złoty – 1994, srebrne – 1980, 2002). Był również dwukrotnym uczestnikiem drużynowych mistrzostw świata (Lucerna 1989, Ningbo 2011), w drugim przypadku zdobywając srebrny medal za indywidualny wynik na IV szachownicy.
Seirawan był czterokrotnym mistrzem Stanów Zjednoczonych (1981, 1986, 1989, 2000) i czołowym zawodnikiem w wielu turniejach międzynarodowych. W latach 1988–2000 kierował czasopismem szachowym Inside Chess, które z czasem zostało magazynem internetowym (obecnie jest działem serwisu internetowego Chesscafe). Opublikował kilkanaście książek o tematyce szachowej, w tym nagradzaną serię sześciu tytułów wydaną przez Microsoft Press. Obecnie jest wpływowym dziennikarzem i działaczem szachowym. Po serii turniejów w Chinach we wrześniu 2003 Seirawan zapowiedział koniec kariery zawodowego szachisty, jednakże w kolejnych latach sporadycznie występował w turniejach szachowych, m.in. w 2011 podzielił I m. (wspólnie z Ivánem Salgado Lópezem) w Barcelonie.
Najwyższy ranking w dotychczasowej karierze osiągnął 1 listopada 2011, z wynikiem 2658 punktów zajmował wówczas 93. miejsce na światowej liście FIDE, jednocześnie zajmując 4. miejsce wśród amerykańskich szachistów. Najwyżej sklasyfikowany był 1 lipca 1999, z wynikiem 2653 punktów zajmował wówczas 30. miejsce na świecie.